# Свертс, Михаэль
Михаэль Свертс , Михил Свертс, или Михиель Свертс (нидерл. Michael Sweerts, Michiel Sweerts, а также: Michele Suars, Michele Suarssi, Michiello Suerts, Michiel Suerz, Michiel Sweerts; 29 сентября 1618, Брюссель — 1664, Гоа, Индия) — фламандский живописец, рисовальщик и гравёр. Романист, работал в Риме, Брюсселе, Париже, Марселе. Путешествовал на Восток.

## Биография
Михаэль, или Михил, Свертс, происходил из Брабанта, родился в Брюсселе и был крещён 29 сентября в церкви Синт-Никлаас. Его отец, Давид Свертс, вероятно, был торговцем льном. Неизвестно, кто обучал его рисунку и живописи.
С 1646 года он упоминается как живущий на Виа Маргутта в Риме, районе, где останавливалось большинство художников, прибывавших в Вечный город из стран Северной Европы. Как ни странно, он не был записан членом римских гильдии и Академии Святого Луки, но посещал собрания академии. Примыкал к объединению бамбоччанти — группы художников, образовавшейся в XVII веке в Риме вокруг нидерландского живописца Питера ван Лара.
Должно быть, он был хорошим другом фламандского скульптора Франсуа Дюкенуа, некоторые из скульптур которого можно узнать на картинах Свертса. В Риме он работал в качестве торгового агента по продаже шёлка от имени амстердамских торговцев, таких как Йозеф Дойц. Также работал у принца Камилло Памфили, племянника папы Иннокентия X. Он преподавал в Академии рисования Памфили, где позировали живые модели. Возможно, именно благодаря вмешательству высокого покровителя Свертс получил звание рыцаря (il Cavaliere Suars) перед своим отъездом из Рима.
В 1655 году художник вернулся в Брюссель. Там он основал академию рисования, где живописцы и рисовальщики картонов для шпалер учились работать с натуры. Он получил привилегии на эту школу от городского совета в 1656 году. В 1659 году он стал членом гильдии брюссельских живописцев, но через год снова покинул её. На прощание он оставил гильдии автопортрет, вероятно, тот, который теперь находится в Мемориальном художественном музее Аллена в Оберлине, штат Огайо, США.
Архивные документы парижской миссии иностранцев показывают, что он зарегистрировался в качестве брата-мирянина для миссии иезуитов в Кохинхине, на юге современного Вьетнама. Перед отъездом он некоторое время оставался в Амстердаме. По словам современника, Свертс не ел мяса, каждый день постился и регулярно причащался.
В январе 1662 года он покинул Марсель вместе с епископом Франсуа Паллю, семью миссионерами и братом-мирянином. Через несколько недель группа морем прибыла в Александретту (Турция), затем в Алеппо (Сирия) и в Исфахан (Персия).
В пути возникли трудности. В письмах епископа Паллу и миссионера Рене Брюнеля сообщается, что Михаэль Свертс стал «невыносимым». Он во всё вмешивался и всем противоречил, особенно епископу, и не принимал во внимание климат и своё здоровье. Художник покинул миссию до мая 1662 года и умер в 1664 году в возрасте сорока пяти лет в португальско-индийской иезуитской колонии в Гоа (Индия).

## Галерея

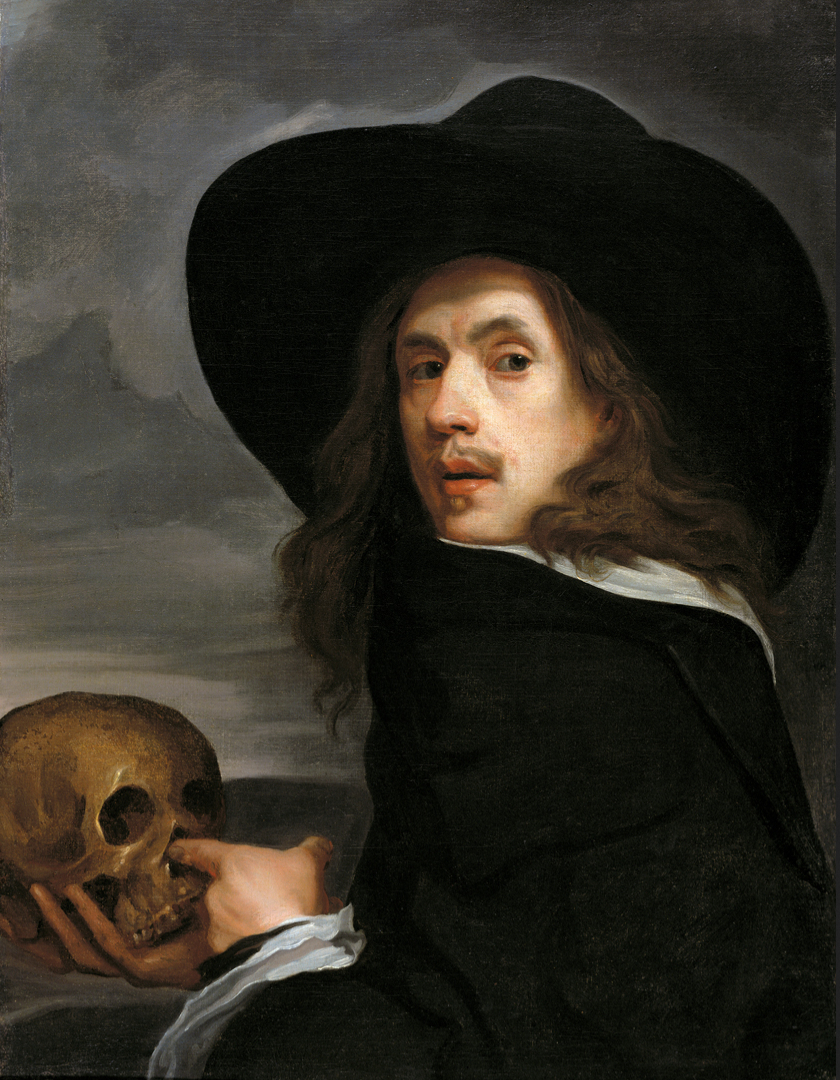
Автопортрет с черепом. Ок. 1660. Холст, масло. Художественный центр Университета, Кингстон, Онтарио, Канада
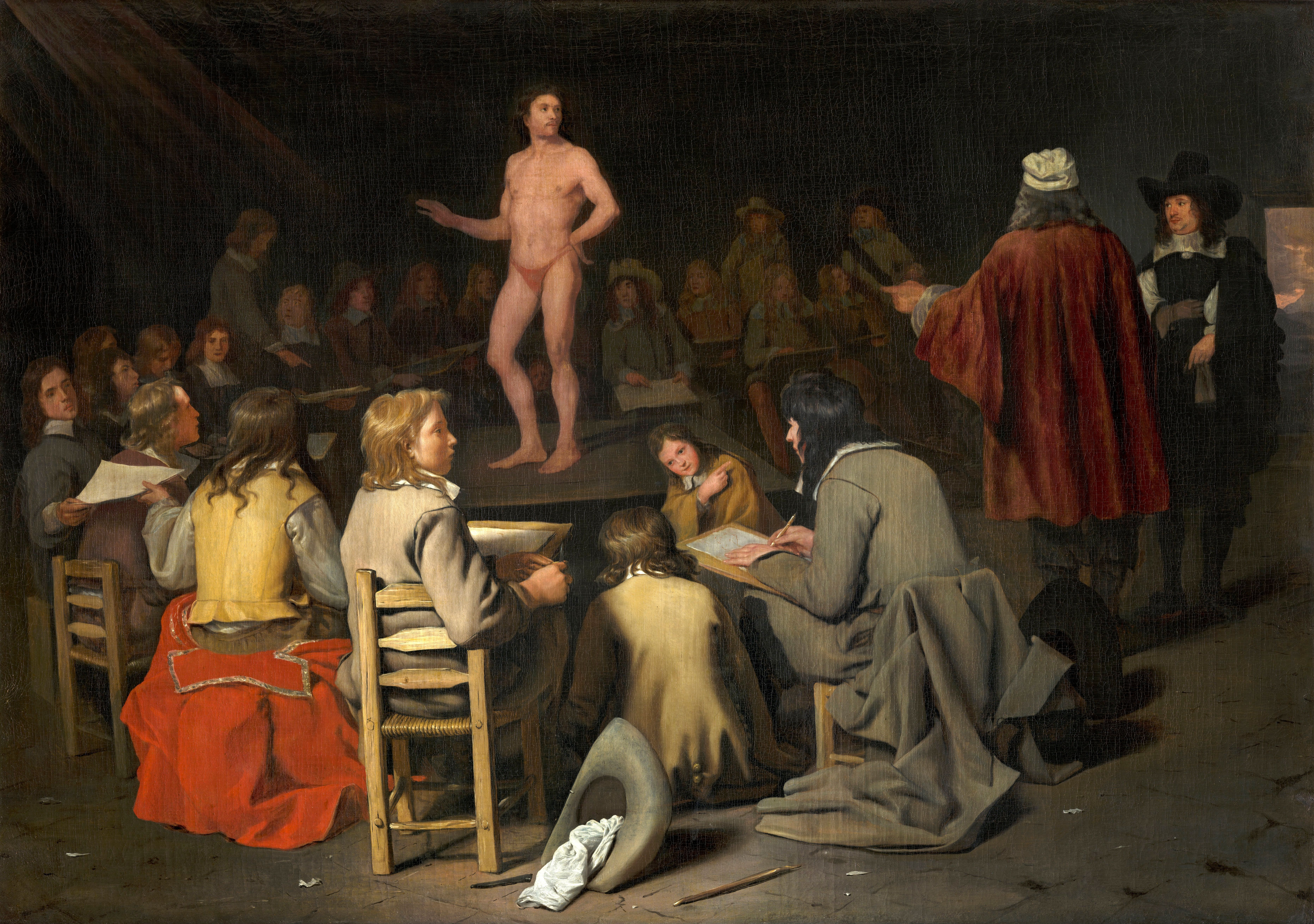
Школа рисунка. 1656. Холст, масло. Музей Франса Халса, Харлем
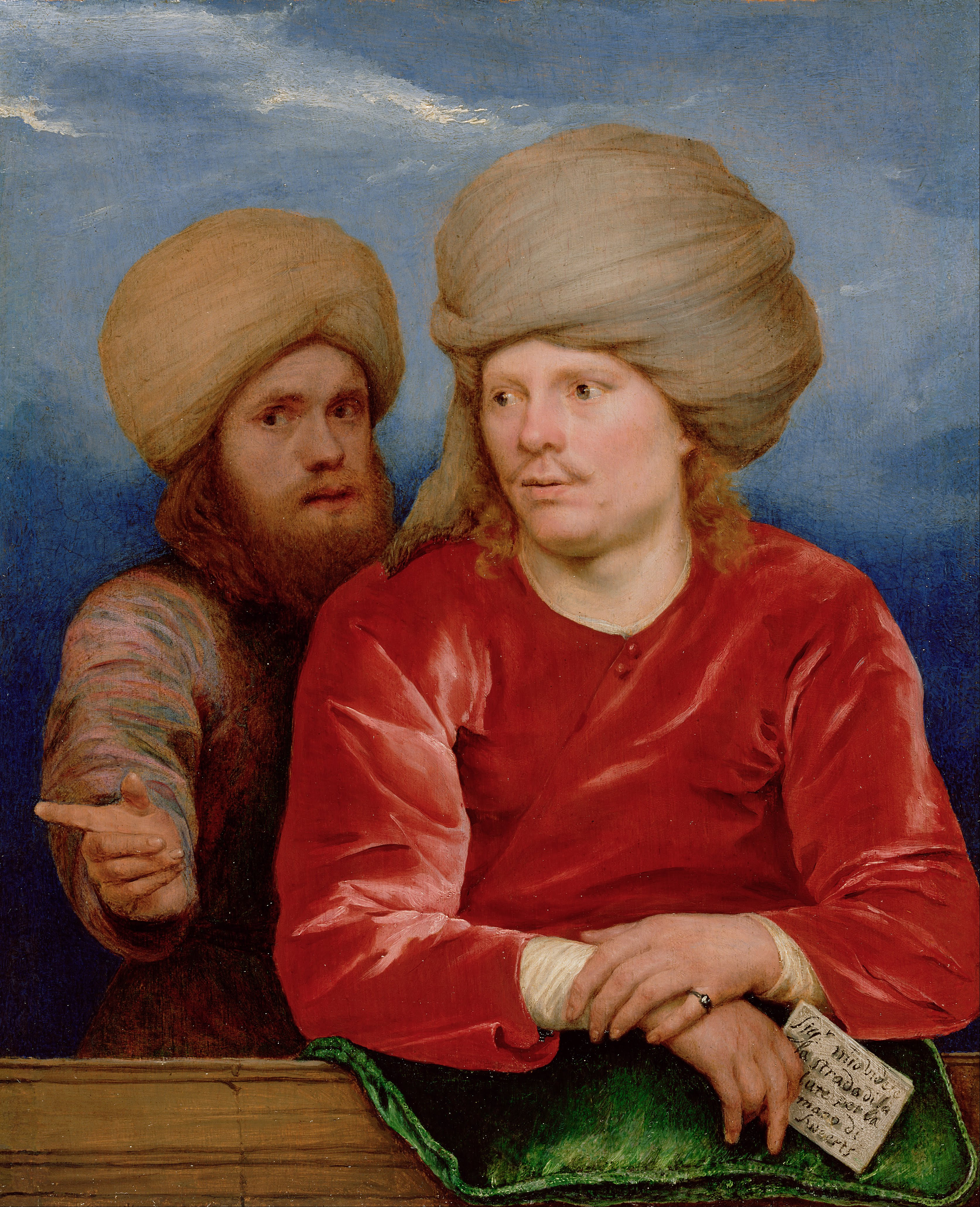
Двойной портрет. Между 1660 и 1662. Дерево, масло. Центр Гетти, Лос-Анджелес
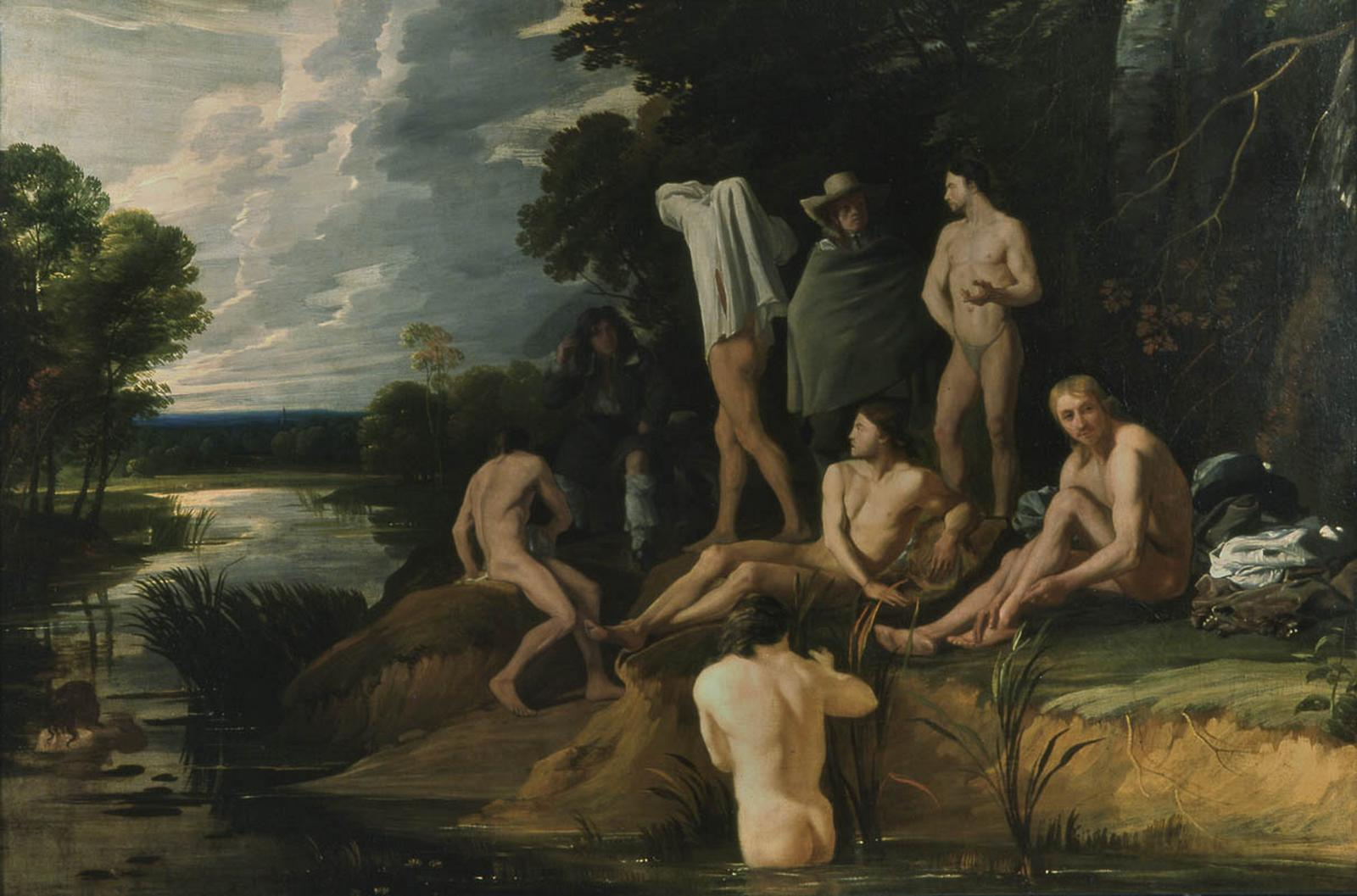
Купальщики. 1655. Холст, масло. Музей изобразительного искусства, Страсбург
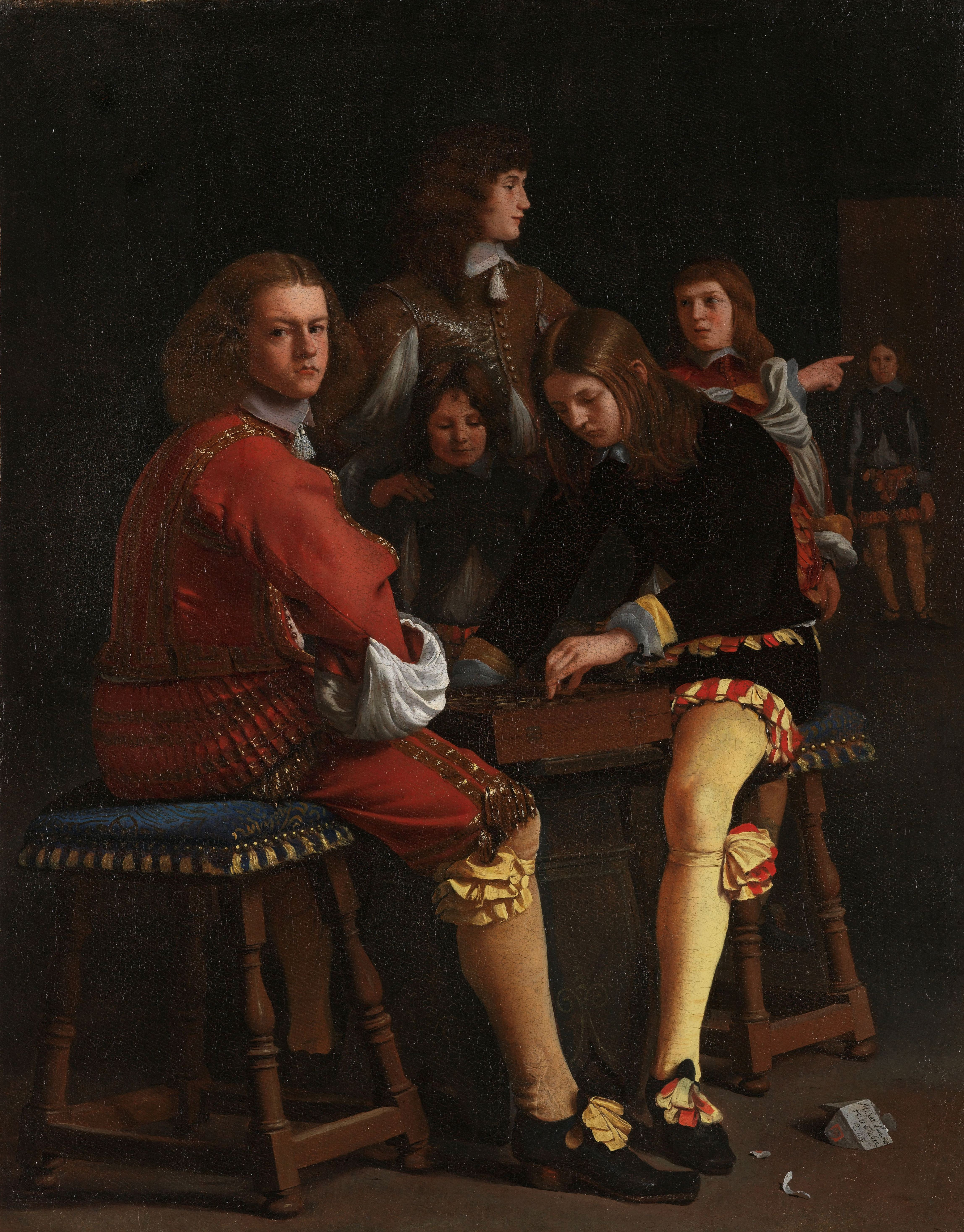
Игроки в шашки. 1652. Холст, масло. Рейксмюсеум, Амстердам
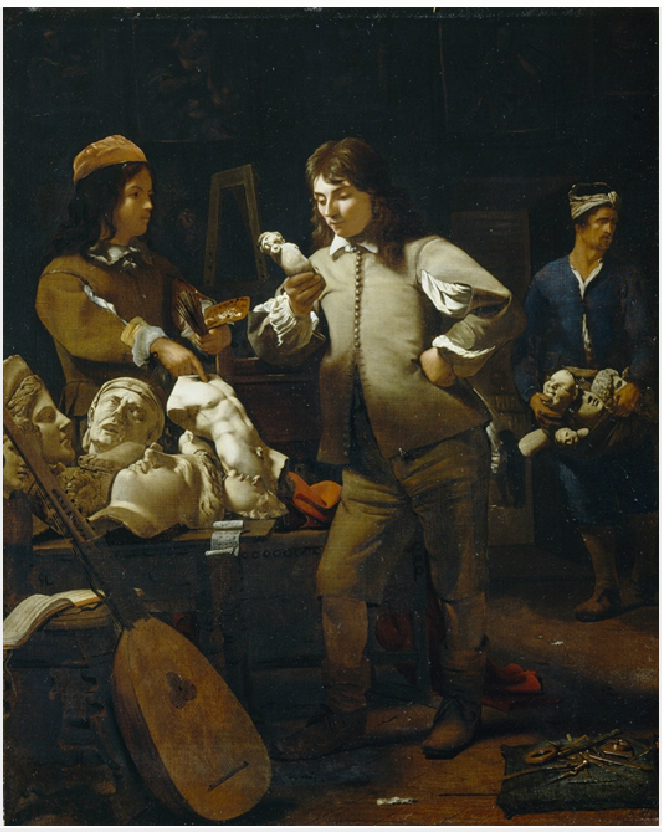
В художественной мастерской. 1652. Холст, масло. Детройтский институт искусств, США
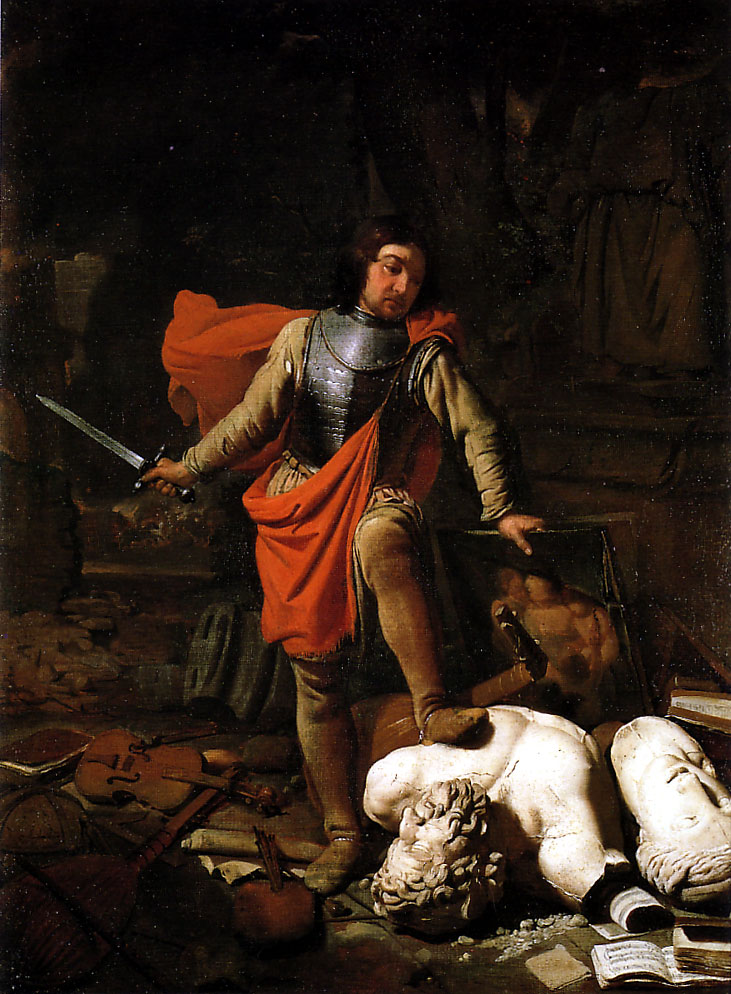
Марс, уничтожающий искусства. Ок. 1650. Холст, масло. Частное собрание
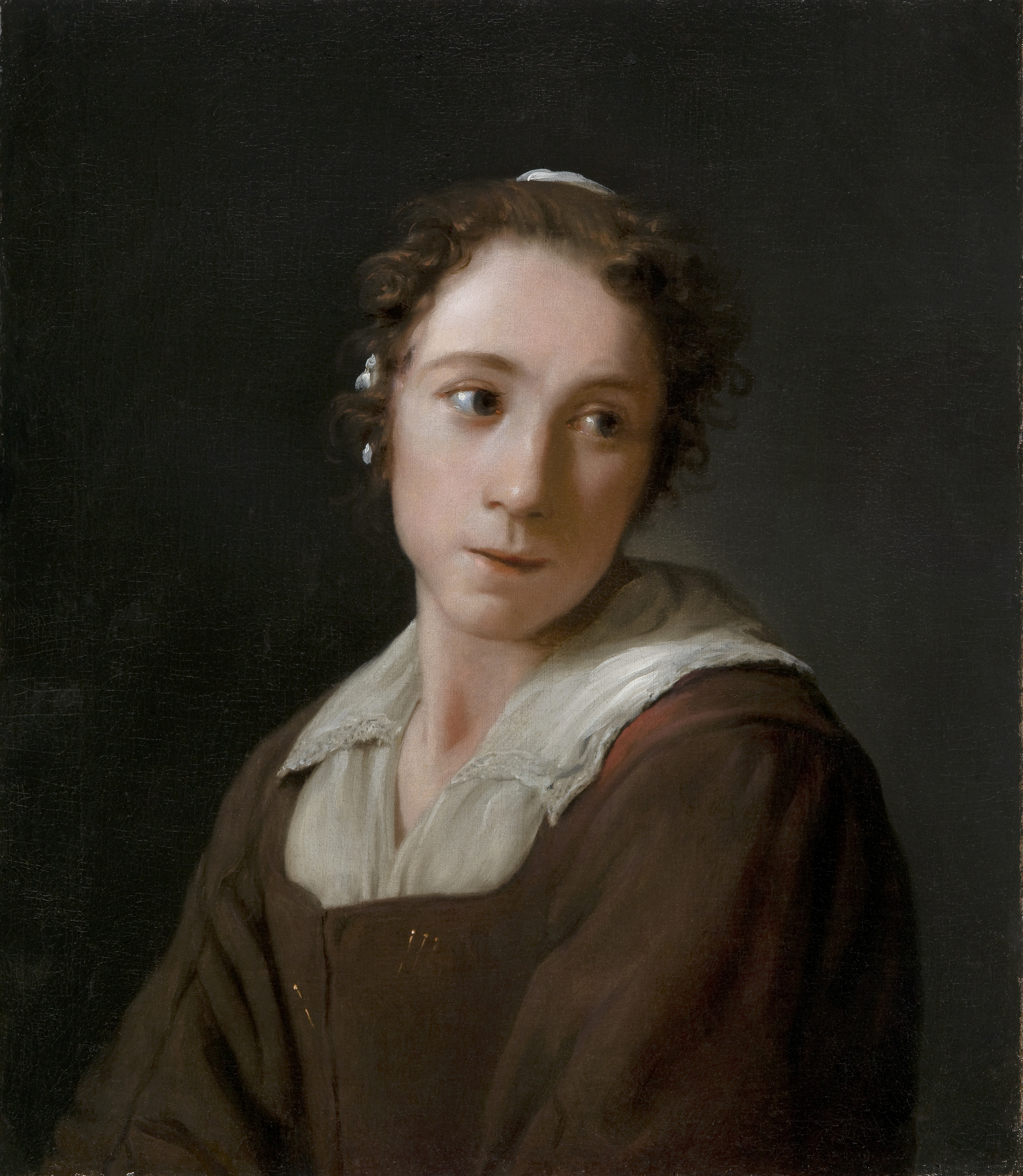
Портрет молодой женщины. 1661. Холст, масло. Маурицхёйс, Гаага
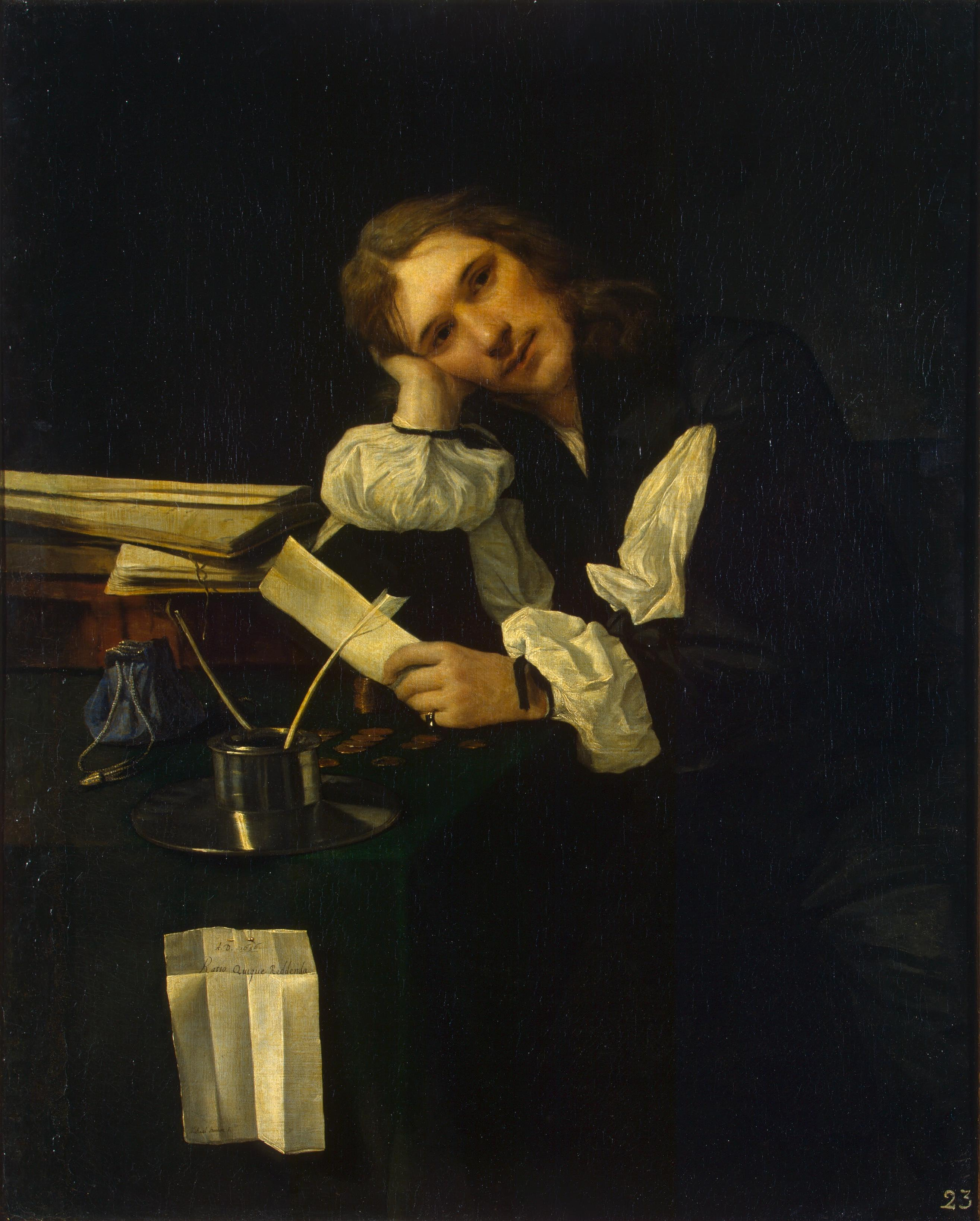
Портрет молодого человека (Автопортрет?). 1656. Холст, масло. Государственный Эрмитаж, Санкт-Петербург
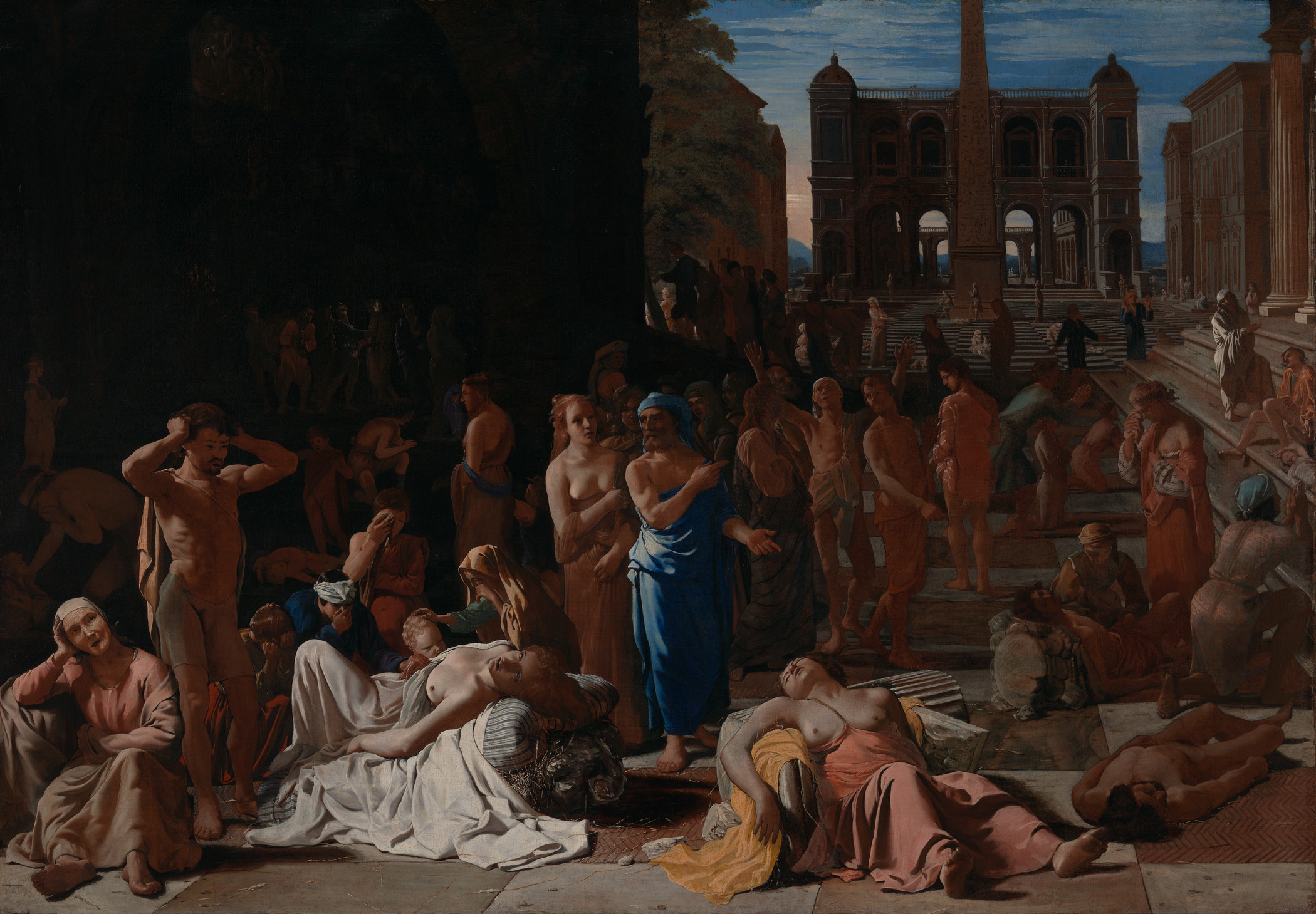
Чума в античном городе. Между 1652 и 1654. Холст, масло. Музей искусств округа Лос-Анджелес, Лос-Анджелес, США